# Марлі (фільм)
«Марлі» (англ. Marley) — документальний фільм 2012 року режисера Кевіна Макдональда, що освітлює життя та творчість ямайського регі-музиканта Боба Марлі. Офіційний саундтрек, у який включили 24 з 66 пісень Боба Марлі, що прозвучали у фільмі, випустили 16 квітня 2012 року.

## Сюжет
Фільм розповідає про життя і творчість знаменитого ямайського музиканта Боба Марлі. Окрім архівного матеріалу з участю самого героя фільму (записи з концертів та інтерв'ю), у фільмі беруть участь його мати Седелла Марлі, дружина Ріта Марлі, його діти Зіггі, Пітер і Констанс, подруга Сінді Брейкспір, учасники гурту The Wailers, продюсери Лі «Скретч» Перрі та Кріс Блеквелл і багато інших. 
Фільм присвятили 50-річчю незалежності Ямайки і зняли його за 13 місяців. Тривалість фільму — 144 хвилини. 

## Відгуки
Здебільшого «Марлі» отримав високу оцінку критиків. За даними агрегатора Rotten Tomatoes, його рейтинг становить 94%, на основі 109 оглядів і середнього рейтингу 7,9 з 10. Союз критиків говорить: «Вичерпний, неупереджений портрет Боба Марлі, зроблений Кевіном Макдональдом, пропонує глядачеві захоплюючі концертні кадри і створює приголомшливе уявлення про найбільшу зірку реггі». 
Фільм також отримав 82 бали зі 100 на сайті Metacritic на підставі 32 оглядів, що вказує на загальне визнання. Проте фільм піддали і критиці: так, учасник The Wailers Банні Уейлер вказав, що растафарі-частина життя Марлі була недостатньо розкрита у фільмі. Крім того, його прем'єра на Ямайці була зіпсована тим, що кольори ефіопського прапора у фільмі були розміщені на землі, що є зневажливим для раста, в результаті чого Банні Уейлер та інші растафаріанці бойкотували прем'єру. 

## Нагороди та номінації
- 2012 — премія Washington DC Filmfest за найкращий документальний фільм
- 2012 — номінація на Премію британського незалежного кіно за найкращий документальний фільм[8]
- 2013 — номінація на премію BAFTA за найкращий документальний фільм
- 2013 — номінація на премію Black Reel Awards за найкращий документальний фільм (Кевін Макдональд)
- 2013 — номінація на премію «Греммі» за найкращий саундтрек-компіляцію (Кріс Блеквелл, Баррі Коул).
- 2013 — номінація на премію NAACP Image Award за найкращий документальний фільм[9]

## Музика
Саундтрек до «Марлі» випустили за чотири дні до релізу фільму, 16 квітня 2012 року. Він містив 24 з 66 треків, перерахованих у заключних титрах фільму. Пісню «High Tide или Low Tide» випустили як сингл 9 серпня 2011 року. 
Пісні саундтрека розташовані у хронологічному порядку, як це показано у фільмі. Це перший запис із піснею «Jamming» Боба Марлі, яку він співав на концерті «One Love Peace», де об'єднав Майкла Менлі та Едварда Сіага, членів Народної національної партії та Лейбористської партії Ямайки відповідно.
Список пісень, що прозвучали у фільмі, в хронологічному порядку:
- Exodus
- Touch Me Tomato : The Jolly Boys
- Back To Back (Belly To Belly) : The Jolly Boys
- Mother & Wife : The Jolly Boys
- Depression : Bedasse with Chin's Calypso Sextet
- Rough Rider : Bedasse with The Local Calypso Quintet
- High Tide Or Low Tide
- Trench Town Rock
- Natty Dread
- Soul Rebel
- Judge Not
- This Train
- Duppy Conqueror
- Forward March : Derrick Morgan
- Simmer Down
- Kaya
- A Teenager In Love : Dion & The Belmonts
- Teenager In Love : The Wailers
- Put It On
- Mellow Mood
- Don't Rock My Boat
- Kaya (Acapella Demo)
- One Love
- Crying In The Chapel
- Selassie Is The Chapel
- Gotta Hold On To This Feeling
- Hold On To This Feeling
- Run For Cover
- It's Alright
- Bend Down Low
- Small Axe
- Duppy Conqueror (Live TV Studio Performance)
- Stir It Up
- Corner Stone (Jah Is Mighty alternate)
- No Woman, No Cry (Gospel Demo)
- Get Up Stand Up (Live in London, 1973)
- Concrete Jungle
- Concrete Jungle (Live TV Studio Performance)
- Stop That Train
- Roots Rock Reggae
- Rebel Music (3 O'Clock Road Block)
- No Woman, No Cry (Live At The Lyceum, London 1975)
- Crazy Baldhead
- Jamming
- Kinky Reggae
- No Sympathy
- Burnin' and Lootin'
- I Shot The Sheriff
- The Heathen
- Smile Jamaica
- Three Little Birds
- Is This Love
- War
- Work
- Crisis Dub
- Jamming (Live at One Love Peace Concert, Kingston 1978)
- No More Trouble
- Lively Up Yourself
- Real Situation
- Zimbabwe
- Could You Be Loved
- Could You Be Loved (Live at Madison Square Garden 1980)
- Is This Love (Live at Stanley Theatre, Pittsburgh 1980)
- Redemption Song
- Get Up Stand Up (Live)
- One Love/People Get Ready